# Ursogastra
Ursogastra là một chi bướm đêm thuộc họ Noctuidae, hiện tại nó được coi là đồng nghĩa của Hypotrix.

## Loài
- Ursogastra lunata Smith, 1906